# BELIEVE (MISIAの曲)
「BELIEVE」（ビリーヴ）は、日本の歌手MISIAの3枚目のシングル。1999年4月21日発売。発売元はBMG JAPAN。

## 概要
- 日立マクセル「マクセルMD」CMソング。

## 収録曲
- 8cmシングル

1. BELIEVE [4:49]
作詞：MISIA、作曲・編曲：佐々木潤
2. 花/鳥/風/月 [5:49]
作詞：黒須チヒロ、作曲：MISIA/松井寛、編曲：松井寛
3. BELIEVE (ORIGINAL BACK GROUND) [4:49]

- 12cmシングル

1. BELIEVE
2. 花/鳥/風/月
3. BELIEVE (DJ WATARAI REMIX)
4. BELIEVE (ENGLISH BREAKFAST MIX)

- アナログ盤

SIDE A
1. BELIEVE
2. 花/鳥/風/月

SIDE B
1. BELIEVE (DJ WATARAI REMIX)
2. BELIEVE (ENGLISH BREAKFAST MIX)

## 収録アルバム

### BELIEVE
- オリジナル『LOVE IS THE MESSAGE』（2000年1月1日）
- リミックス『MISIA REMIX 2000 LITTLE TOKYO』（2000年4月19日）
※DJ WATARAI REMIX
- オムニバス『全国ハモネプリーグLIVE! Vol.1』（2002年1月17日）
※ぽちによるカバー
- ベスト『MISIA GREATEST HITS』（2002年3月3日）
- ベスト『MISIA SINGLE COLLECTION 5th ANNIVERSARY』（2003年12月3日）
- 千織『Reminiscence～レミニッセンス～』（2006年2月22日）

### 花/鳥/風/月
- オリジナル『LOVE IS THE MESSAGE』（2000年1月1日）
- ベスト『MISIA SINGLE COLLECTION 5th ANNIVERSARY』（2003年12月3日）